# Andrej Nikolajevitj Tikhonov
Andrej Nikolajevitj Tikhonov (russisk: Андрей Николаевич Тихонов) (født 30. oktober 1906, Gsjatsk, død 8. november 1993, Moskva) var en russisk matematiker kendt for sine vigtige bidrag til topologi, funktionalanalyse og matematisk fysik. Han modtog Leninprisen i 1966 og fik ærestitlen Det Socialistiske Arbejdes Helt i 1954 og 1986.

## Biografi
Tikhonov blev født i nærheden af Smolensk og studerede på Moskvas statsuniversitet, hvor han modtog sin Ph.D. i 1927 under vejledning af Pavel Sergejevitj Aleksandrov. I 1933 blev han ansat som professor på universitetet.

## Forskningsarbejde
Tikhonov arbejdede i en række forskellige felter i matematikken. Han er bedst kendt for sit arbejde inden for topologi; herunder på metriseringssætningen som han beviste i 1926, samt Tikhonovs sætning, der siger, at ethvert produkt af vilkårligt mange kompakte topologiske rum igen er kompakt. Fuldstændig regulære topologiske rum kaldes undertiden Tikhonovrum.
I matematisk fysik beviste han de fundamentale entydighedssætninger for varmeligningen og studerede Volterra-integralligninger.
I asymptotisk analyse grundlagde han teorien om asymptotisk analyse af differentialligninger med lille parameter i de afledede.

## Udgivelser

### Bøger
- A.N. Tikhonov, V.J. Arsenin, Solutions of Ill-Posed Problems, Winston, New York, 1977. ISBN 0-470-99124-0.
- A.N. Tikhonov, A.V. Gontjarskij, Ill-posed Problems in the Natural Sciences, Oxford University Press, Oxford, 1987. ISBN 0-8285-3739-9.
- A.N. Tikhonov, A.A. Samarskij, Equations of Mathematical Physics, Dover Publications, 1990. ISBN 0-486-66422-8.
- A.N. Tikhonov, A.V. Gontjarskij, V.V. Stepanov, A.G. Jagoda, Numerical Methods for the Solution of Ill-Posed Problems, Kluwer, Dordrecht, 1995. ISBN 0-7923-3583-X.

### Artikler
1. ↑  Navnet er anført på engelsk og stammer fra Wikidata hvor navnet endnu ikke findes på dansk.
2. ↑  A. Tychonoff (1935). "Théorèmes d'unicité pour l'équation de la chaleur". Matematitjeskij Sbornik. 42:2: 199-216.
3. ↑  A. N. Tikhonov (1952). "Systems of Differential Equations Containing Small Parameters in the Derivatives". Matematitjeskij Sbornik. 31(73):3: 575-586.